# Bret McKenzie
Bret Peter Tarrant McKenzie (Wellington, 29 giugno 1976) è un comico, attore, sceneggiatore, musicista e compositore di colonne sonore cinematografiche neozelandese.
Conosciuto anche come componente del duo comico musicale Flight of the Conchords insieme a Jemaine Clement. Inoltre è stato chitarrista dei The Black Seeds con i quali ha pubblicato l'album Prototype Video Kid. Ha composto la colonna sonora del film I Muppet, vincendo nel 2012 l'Oscar per la miglior canzone con "Man or Muppet".

## Biografia
Bret McKenzie ha frequentato la Clifton Terrace Model School, il Wellington College e poi la Victoria University di Wellington, dove ha conosciuto Jemaine Clement con cui poi ha formato il duo Flight of the Conchords. È membro della International Wellington Ukulele Orchestra. Nel 2008, assieme a Jemaine Clement, è stato definito come una delle persone più sexy della rivista australiana Who. Attualmente, vive tra Los Angeles, New York e Wellington, è sposato con la neozelandese Hannah Clarke dalla quale ha avuto una figlia nel 2009 chiamata Vita.

### Musica
McKenzie ha contribuito a numerosi progetti al di fuori di Flight of the Conchords. Alla fine del 1990, McKenzie si unì al gruppo reggae fusion The Black Seeds ed ha pubblicato quattro album con la band prima di lasciarla intorno al 2007. A metà degli anni 2000, continua la sua carriera musicale sotto il nome di The Video Kid, incluso il suo album Prototype. Nel 2005, ha contribuito a formare la Wellington International Ukulele Orchestra che è stata attiva negli anni 2010. Alla fine degli anni 2010, ha iniziato a scrivere e registrare materiale solista e nel 2018 ha fatto un tour in Nuova Zelanda con un collettivo che includeva Age Pryor e Nigel Collins.
Durante l'estate del 2010, McKenzie ha preso un volo per Los Angeles ed ha fatto il supervisore musicale per i Muppet. Ha continuato a scrivere quattro delle cinque canzoni originali della colonna sonora del film, tra cui "Man or Muppet" e "Life's a Happy Song", entrambe nominate per i Broadcast Film Critics Association Awards e Satellite Award per la migliore canzone originale. All'84ª edizione degli Academy Awards la sua canzone, "Man or Muppet", ha vinto l'Oscar per la migliore canzone originale.
McKenzie ha scritto le canzoni originali per il film del 2014 Muppets 2 - Ricercati ed altre canzoni di film per bambini come The Pirates! Briganti da strapazzo e Dora e la città perduta. McKenzie è stato accreditato per la pubblicità natalizia di Sainsbury's del 2016, con James Corden alla voce.

## Filmografia

### Attore
- Il Signore degli Anelli - La Compagnia dell'Anello (The Lord of the Rings: The Fellowship of the Ring) (2001)
- Il Signore degli Anelli - Il ritorno del re (The Lord of the Rings: The Return of the King) (2003)
- Futile Attraction (2004)
- Eagle vs Shark (2007)
- The Drinky Crow Show – serie TV, 2 episodi (2008)
- Flight of the Conchords – serie TV, 22 episodi (2007-2009)
- Tim and Eric Awesome Show, Great Job – serie TV, 1 episodio (2009)
- Diagnosis: Death, regia di Jason Stutter (2010)
- I Simpson – serie TV, 1 episodio (2010) - voce
- Two Little Boys (2012)
- Lo Hobbit - Un viaggio inaspettato (The Hobbit: An Unexpected Journey), regia di Peter Jackson (2012)
- Outback (The Outback), regia di Kyung Ho Lee (2012) – voce
- Alla ricerca di Jane (Austenland), regia di Jerusha Hess (2013)
- Lo Hobbit - La desolazione di Smaug (The Hobbit: The Desolation of Smaug), regia di Peter Jackson (2013)

### Sceneggiatore
- Tongan Ninja (2002)
- One Night Stand (serie televisiva) – serie TV, 1 episodio (2005)
- Flight of the Conchords: A Texan Odyssey (2006)
- Flight of the Conchords – serie TV, 22 episodi (2007-2009)

### Compositore
- One Night Stand (serie televisiva) – serie TV, 1 episodio (2005)
- Sheep Man (2006)
- Flight of the Conchords: A Texan Odyssey (2006)
- Flight of the Conchords – serie TV, 22 episodi (2007-2009)
- Songs Without Jokes (2022)
- Freak Out City (2025)

## Doppiatori italiani
- David Chevalier in Flight of the Conchords
- Nanni Venditti in Il Signore degli Anelli - Il ritorno del re